# Marzān Dar
Marzān Dar (persiska: مرزان در) är en ort i Iran.   Den ligger i provinsen Hormozgan, i den sydöstra delen av landet, 1 000 km sydost om huvudstaden Teheran. Marzān Dar ligger 1 828 meter över havet och antalet invånare är 103.
Terrängen runt Marzān Dar är kuperad. Runt Marzān Dar är det glesbefolkat, med 8 invånare per kvadratkilometer. Närmaste större samhälle är Seh Dāngeh, 14,7 km norr om Marzān Dar. Omgivningarna runt Marzān Dar är i huvudsak ett öppet busklandskap.